# Huis Rhederoord
Rhederoord is een historische buitenplaats bij De Steeg in de gemeente Rheden (provincie Gelderland), liggend aan de Veluwezoom. Rhederoord is ontstaan in de 17de eeuw doordat Willem Everwijn († 1673) vanaf 1657 een reeks aankopen, boerderijen, gronden en weilanden, deed tussen Rheden en De Steeg. Het huidige huis en park zijn oorspronkelijk aangelegd in 1745 in Franse barokstijl. Beide zijn in de loop der jaren verschillende malen aangepast aan de eisen van de bewoners en de destijds gangbare opvattingen omtrent architectuur.

## Geschiedenis

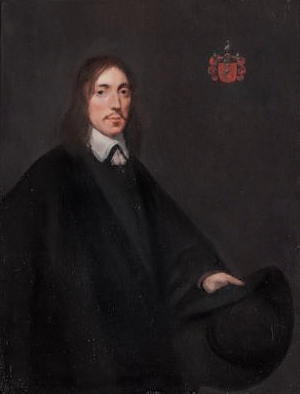
Willem Everwijn (1613-1673) (Gerard ter Borch (II), 1653

### 17e en 18e eeuw: bouw huis en aanleg park
Willem Everwijn overleed in 1673 zonder dat hij een huis had gebouwd op zijn bezittingen in De Steeg. Zijn oudste dochter Nalida Everwijn (1661-1737) erfde het complete grondbezit in De Steeg en omgeving en bracht dit in in haar huwelijk met Hendrik Brantsen (1665-1742). Hendrik, sinds 1705 burgemeester van Arnhem, stamde uit een steenrijke Arnhemse regentenfamilie. Hij breidde het grondbezit verder uit. Na zijn dood erfde hun tweede zoon Willem Reinier Brantsen (1701-1789) het complete landbezit in Rheden en De Steeg. Willem Renier, die ongetrouwd is gebleven, werd in 1735 ook burgemeester van Arnhem.
Willem Reinier liet in 1746 een relatief eenvoudig vierkant landhuis bouwen met een voor die tijd typerende uitbouw waar zich de entree bevond. De ontwerper was vermoedelijk de latere Arnhemse stadstimmerman Hendrik Viervant, van wiens hand een zestal bouwtekeningen uit 1744 bewaard gebleven zijn. Gelijktijdig liet hij een park ontwerpen en aanleggen door Jacob Marot, zoon van Daniël Marot ontwerper van onder meer het park bij Paleis Het Loo (1685), en het park van Kasteel Rosendael (1722). Vanuit het huis had men door de hoge ligging op de flank van de Veluwse stuwwal een bijzonder uitzicht over het IJsseldal tot aan de stuwwallen van Montferland en het Reichswald en de laagte daartussenin waar de Rijn Nederland binnenstroomt. Bij helder weer was destijds de kerktoren van Kleef te zien.
Voor een nieuwe uitbreiding van het park is in 1772 door J.G. Berger een ontwerp gemaakt. Later in 1797 is door J.P. Posth een ontwerp gemaakt waarbij vooral ten zuiden van het huis de formele aanleg volledig werd vervangen door de Engelse landschapsstijl, gekenmerkt door glooiende grasvelden, golvende bosranden en slingerende waterpartijen. Landschapsarchitect H. van Lunteren werd in 1840 aangezocht om veranderingen in het park aan te brengen. Deze bestonden uit het vergroten van de slingerende waterpartij ten zuiden van het huis, het aanplanten van boomgroepen en bos, en het 'verlandschappelijken' van de formele tuin ten noorden van het huis. De strakke ontwerplijnen en formele perken werden hierbij vervangen door grasland met boomgroepen en bosranden.

### 19e eeuw

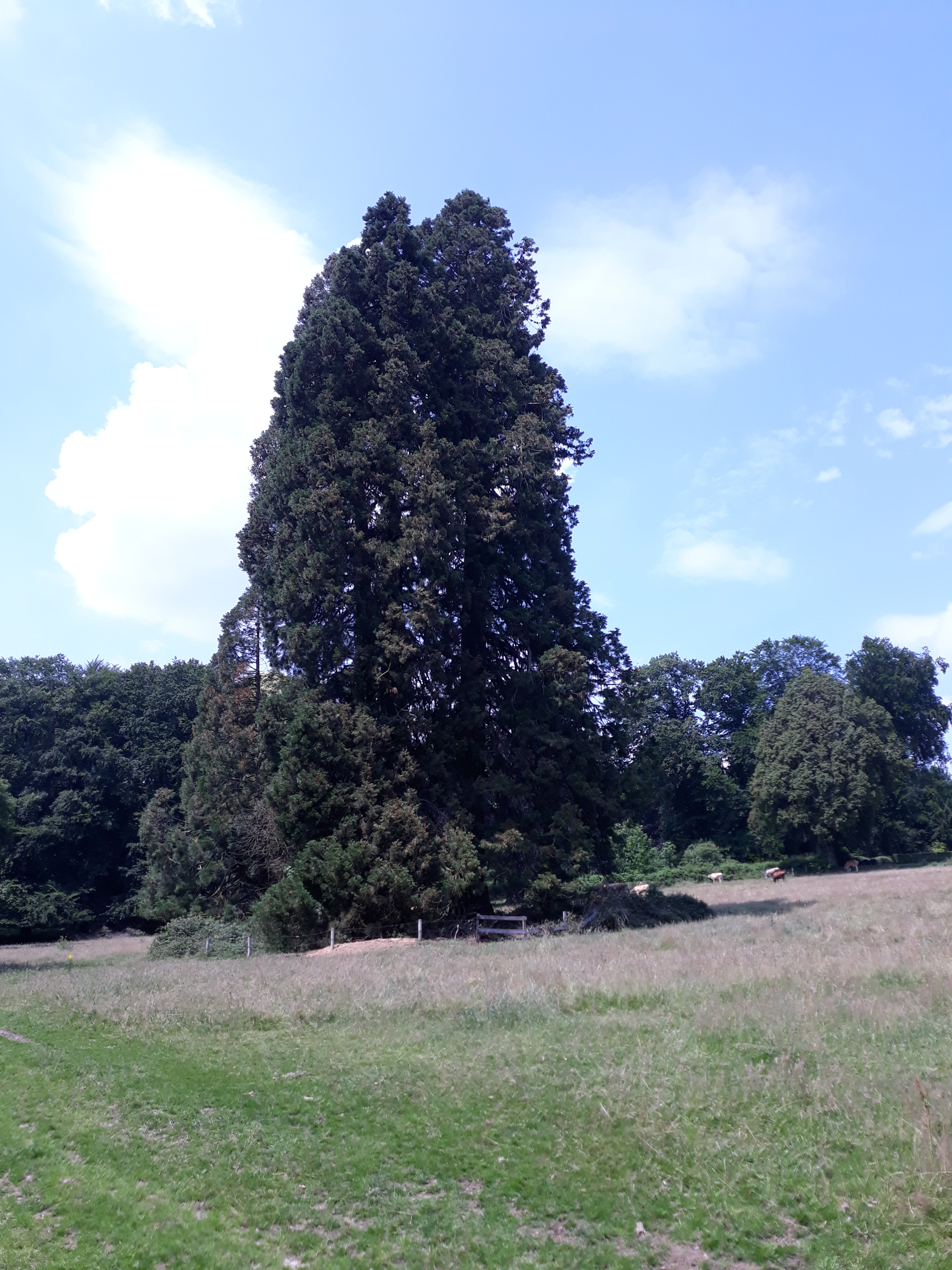
Mammoetboom op landgoed Rhederoord

Op 2 februari 1865 werd van de spoorlijn Arnhem - Leeuwarden, het traject Arnhem-Zutphen geopend. Hiervoor had Jacob Pieter Johan Theodoor Brantsen, tevens burgemeester van de gemeente Rheden, een eigen station geëist op zijn landgoed. Vanaf het moment van aanleg van dit spoor werd dit namelijk door de spoorlijn doorsneden. Dit stationsgebouw is er ook gekomen en is vanaf 1865 tot 1952 in gebruik geweest. Het is in 1962 gesloopt. Het lag aan een D-vormige lus aan de Hoofdstraat.
In 1868 verzorgde de Duitse landschapsarchitect Eduard Petzold in opdracht van deze (ongetrouwd gebleven) J.P.J.Th. Brantsen een volledig nieuw parkontwerp van ruim 40 ha. waarin ruimte was voor bestaande oude boomgroepen maar ook zeer veel nieuwe boomgroepen zijn aangeplant. (De originele ontwerptekeningen van Petzold van Rhederoord bevinden zich momenteel in de wetenschappelijke collectie van de WUR te Wageningen en in de collectie van de Stichting In Arcadië te Amersfoort). Vele al langer bekende of pas ontdekte exotische boomsoorten uit met name Noord- en Zuid-Amerika, bijvoorbeeld de Sequoiadendron giganteum (1853) uit Californië en de Araucaria araucana (1844) uit Chili/Argentinië, werden toegepast om met gebruikmaking van het natuurlijk aanwezige reliëf, een aantrekkelijk landschap te creëren. Het hoger gelegen huis, de zuidelijke parterre met zijn formele buxushaagjes in kettingmotief, de lange zandstenen balustrade als begrenzing tussen tuin en park en de grote hoeveelheid exotische boomgroepen gaven de buitenplaats een typerende uitstraling en uitzicht. Hierin kon men uren wandelen over licht glooiende paden die vele verschillende doorkijkjes boden op afwisselend huis, boomgroepen, open grasvlaktes en IJsseldal. Rhederoord werd daar in de 18e en 19e eeuw ook om geroemd. 
Ten noorden van het huis bevond zich een formeel vijverperk met een kleine vijver met zandstenen rand omringd met buxushaagjes, bloemperken, een smeedijzeren hekwerk en een Bacchusbeeld. Dit formele perk was een zeer in het oog springend onderdeel van het ontwerp van Petzold en bevond zich op de centrale padenkruising in het laagste deel van de noordelijke weide. Van dit perk is niets bewaard gebleven behalve historische foto's uit 1880 en 1903. Het Bacchusbeeld is in de jaren vijftig verkocht om inkomsten te verwerven voor de toenmalige bewoners. Het beeld is tegenwoordig te zien in Park Sonsbeek. Vanuit het niet meer bestaande theekoepeltje dat was aangelegd boven op een hooggelegen waterkelder op de heuvel niet ver het huis, had men een bijzonder goed uitzicht over het IJssellandschap.
Reeds voor 1868 was het landhuis al aanzienlijk uitgebreid met twee zijvleugels. In 1883 volgde een verbouwing door architect Lucas Hermanus Eberson die het huis een statiger uitstraling gaf. De dakconstructie werd aanzienlijk vergroot tot een hoog geheel dat ook beide zijvleugels bedekte. De daklijst van het middendeel werd hierbij ook verhoogd zodat deze nu over de gehele breedte doorliep. In het midden van de zuidgevel werd boven de daklijst een klokkenstoel met uurwerk geplaatst. Waarschijnlijk heeft Eberson (gezien de inhoud van zijn verdere oeuvre) ook het interieur van het landhuis aangepast.

### Eigenaren en verbouwingen in de 20e eeuw
Tot 1911 bleef de buitenplaats familiebezit, toen werd het verkocht aan N.J.H. van Hasselt (1859-1925). Hij liet door landschapsarchitect Leonard Springer en architect Johan Wilhelm Hanrath aanpassingen aan het landgoed uitvoeren. Alle bijgebouwen rond het landhuis van Rhederoord werden gesloopt en vervangen door een nieuw koetshuis, twee portierswoningen bij de beide entrees van de oprijlanen (met nieuwe toegangspoorten), een tuinmanswoning en een oranjerie in de ommuurde moestuin. Deze gebouwen, in historiserende stijl ontworpen, werden verder weg van het landhuis in een losse setting gegroepeerd. Ze bestaan alle nog, zij het momenteel grotendeels in verschillende particuliere handen. De formele parterres zuidelijk van het huis werden door Springer volledig veranderd, de geometrische vijver en buxushaagjes in kettingmotief van Petzold werden vervangen door bloemperken omrand met buxushaagjes in zowel strak ruitmotief als organisch bloemmotief.
Het huis werd ook aangepakt door de dichte serres te vervangen door de nu zo kenmerkende neoclassicistische witte zuilen en balkons met balustrade op de eerste verdieping. De daknokrand werd voorzien van een witte ornamentale houten balustrade en de entree kreeg met twee witte zuilen ook een meer classicistische uitstraling. Ook het interieur werd door Hanrath aangepast. Typerend voor zijn stijl zijn de nog steeds aanwezige bovenlichten met glaslatten in zonmotief boven vertrekscheidingen.
In 1919 verkocht Van Hasselt de buitenplaats aan de oud-burgemeester mr. Alexander baron van Heeckeren van Kell (1871-1945). Vanaf dat moment werd het onderhoud aan het park grotendeels gestaakt en verbosten grote delen van de gazons. Binnen enkele jaren groeiden de open ruimtes en zichtlijnen dicht door zaailingen van de in 1868 aangeplante bomen. Het aansluitende bos ten noorden van het park werd gekocht door de Vereniging Natuurmonumenten. Andere kleinere delen van de buitenplaats werden gekocht door de gemeente Rheden ten behoeve van de bouw van villa's. Dit waren Rozenbos ten westen, de Parkweg ten oosten en de Stationsweg ten zuiden van het park. Hier zijn vanaf de jaren twintig villa's gebouwd in de voor de daaropvolgende jaren typerende bouwstijl.
Vanaf 1954 werd het huis door dochters Van Heeckeren van Kell verhuurd aan de internationale school. Zijzelf woonden naast het landgoed in een villa aan de Parkweg. In 1976 werd de buitenplaats verkocht aan de Nederlandse Christelijke Gemeenschapsbond en de zuidelijke weide aan de Vereniging Natuurmonumenten. Het koetshuis werd een vakantieoord.

## Vanaf 1970
In 1970 verkreeg Huis Rhederoord de status van rijksmonument. In 2001 kreeg het gehele landgoedcomplex bestaande uit de tuinaanleg diverse gebouwen, ornamenten, waterkelder, inrijhekken en de moestuin, de status van rijksbeschermd historisch landgoed. De oranjerie maakt geen onderdeel uit van dit beschermd complex. Sinds 2003 is 12 ha van de buitenplaats in particuliere handen en worden landhuis en koetshuis gebruikt als conferentiehotel voor vergaderingen, workshops en voor huwelijksfeesten. In 2022 is het huis ook in gebruik voor individuele overnachtingen. Het park is opengesteld voor het publiek. Bijzonder zijn nog steeds de oude boomgroepen van Petzold. Met name enkele van de in totaal elf monumentale mammoetbomen (Sequoiadendron giganteum) verdeeld over enkele groepen in het park behoren met ruim 39 meter tot de hoogste van Nederland.

## Afbeeldingen

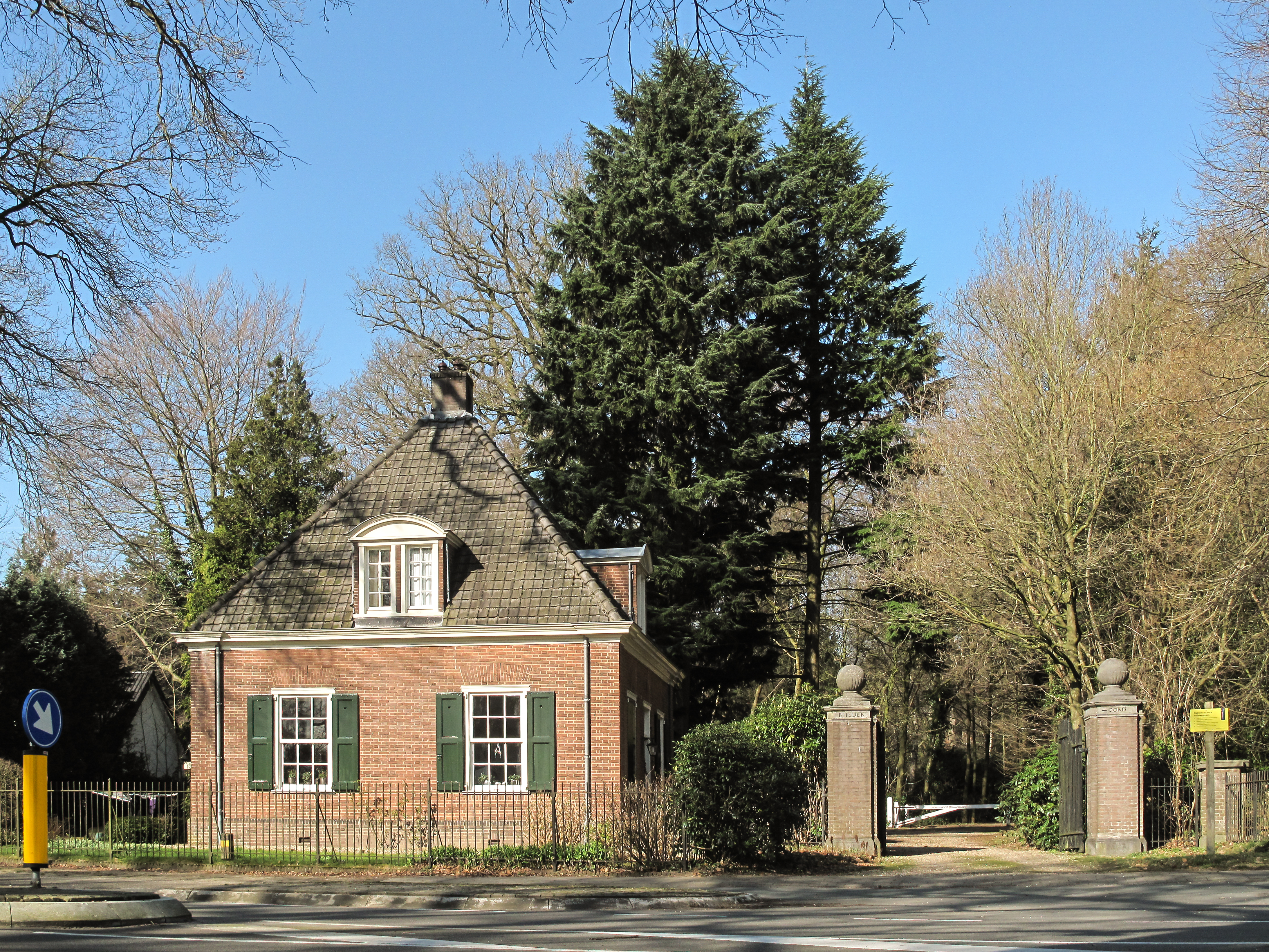
Portierswoning
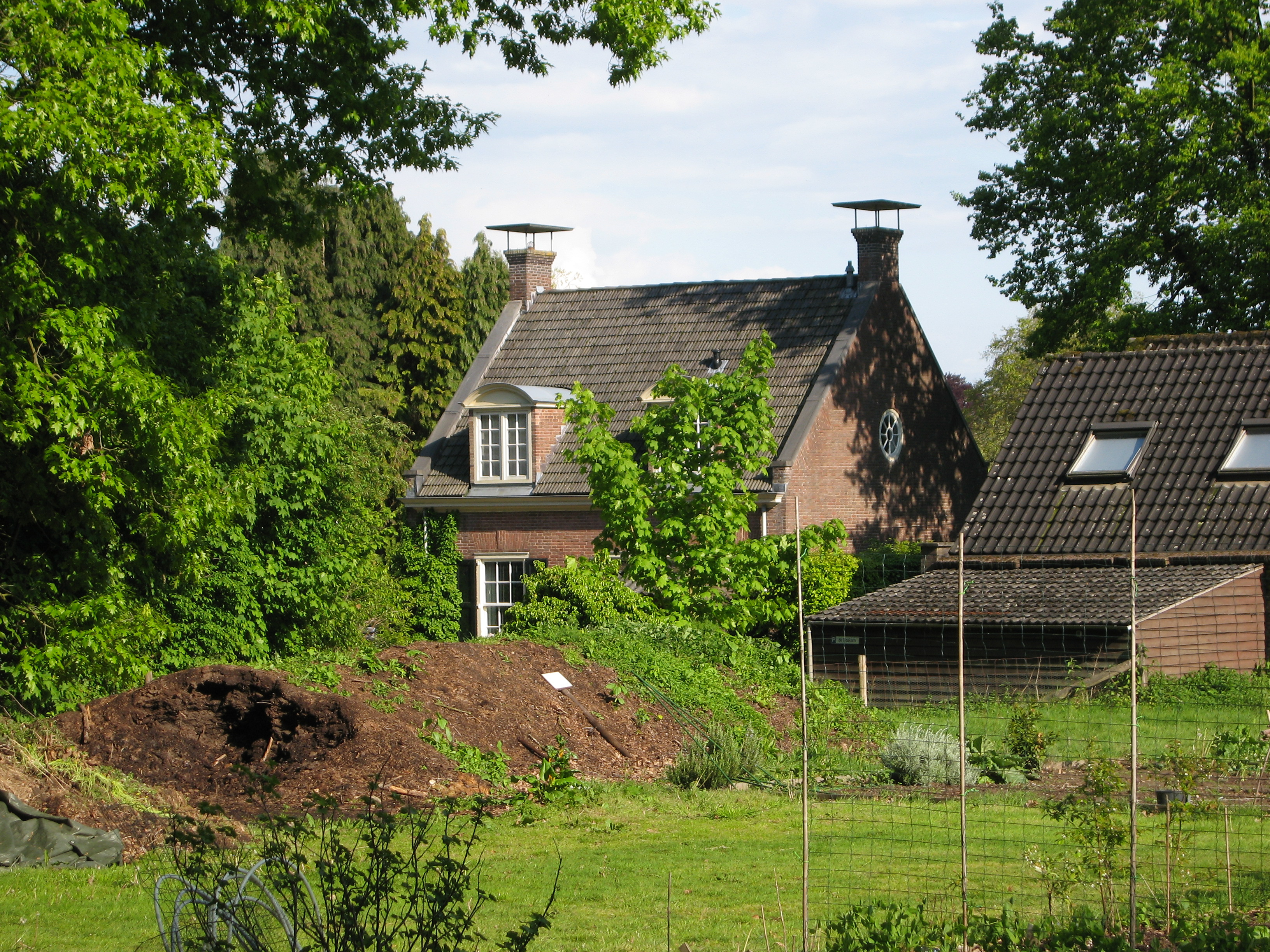
Tuinmanswoning
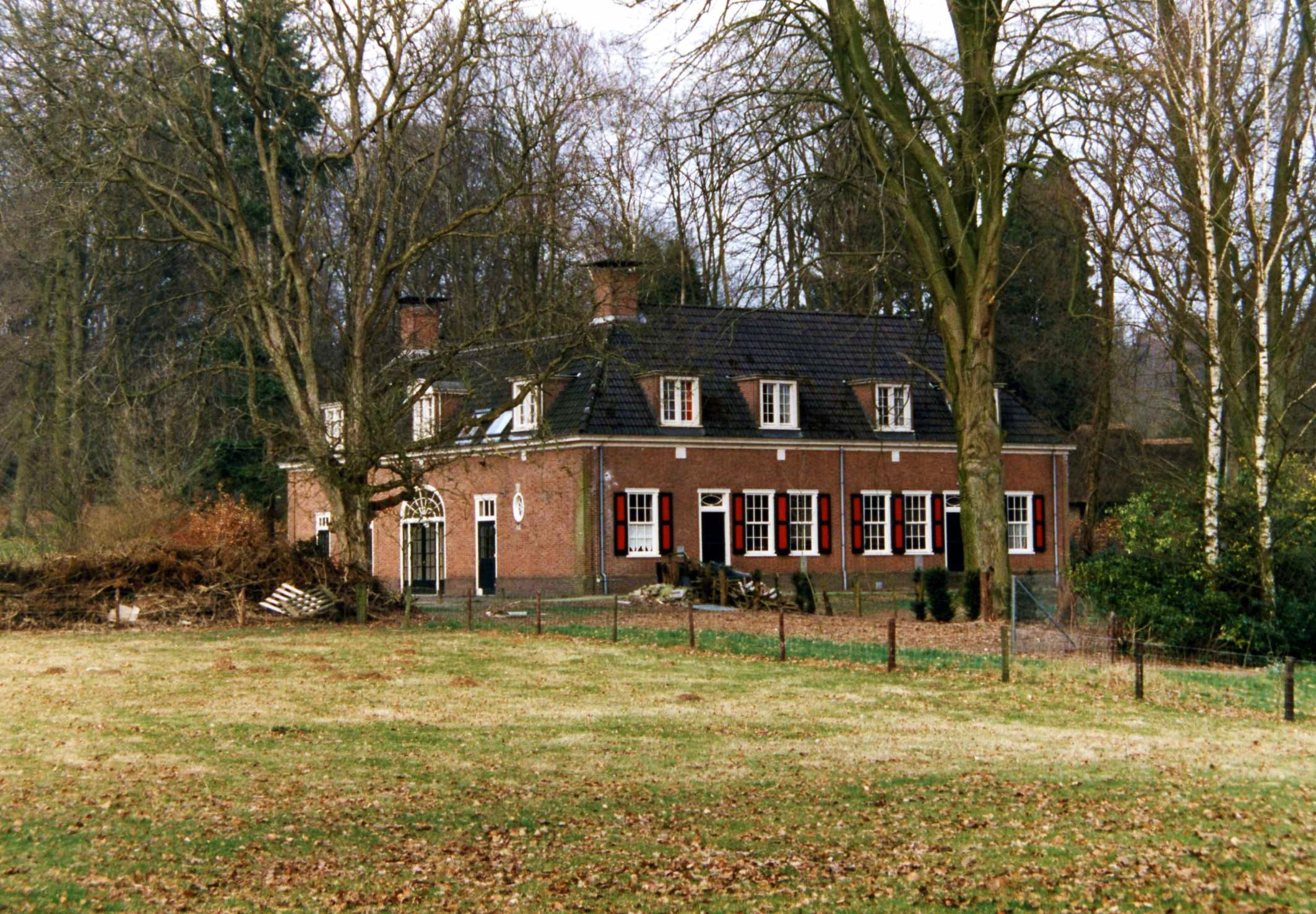
Koetshuis
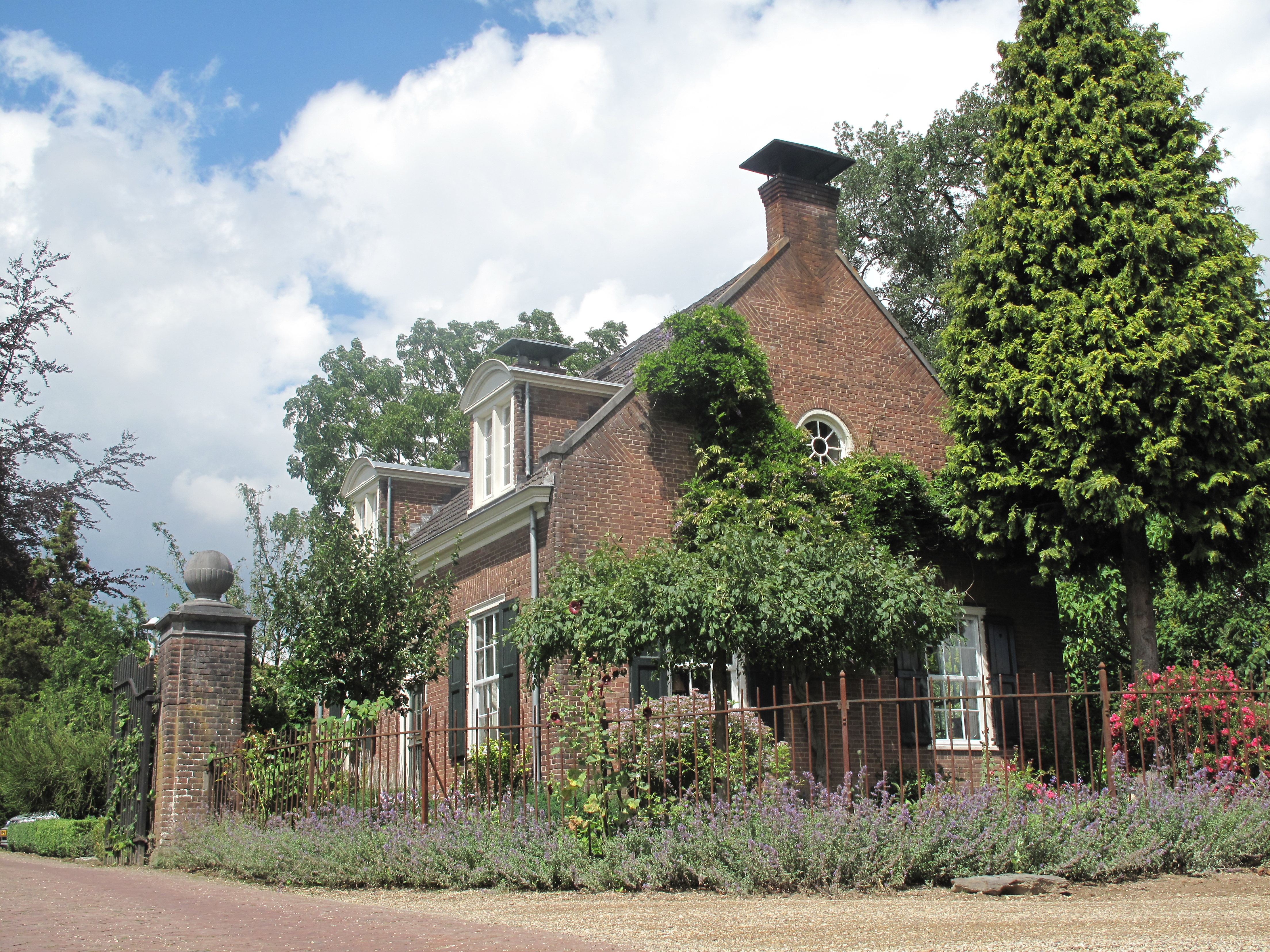
Portierswoning
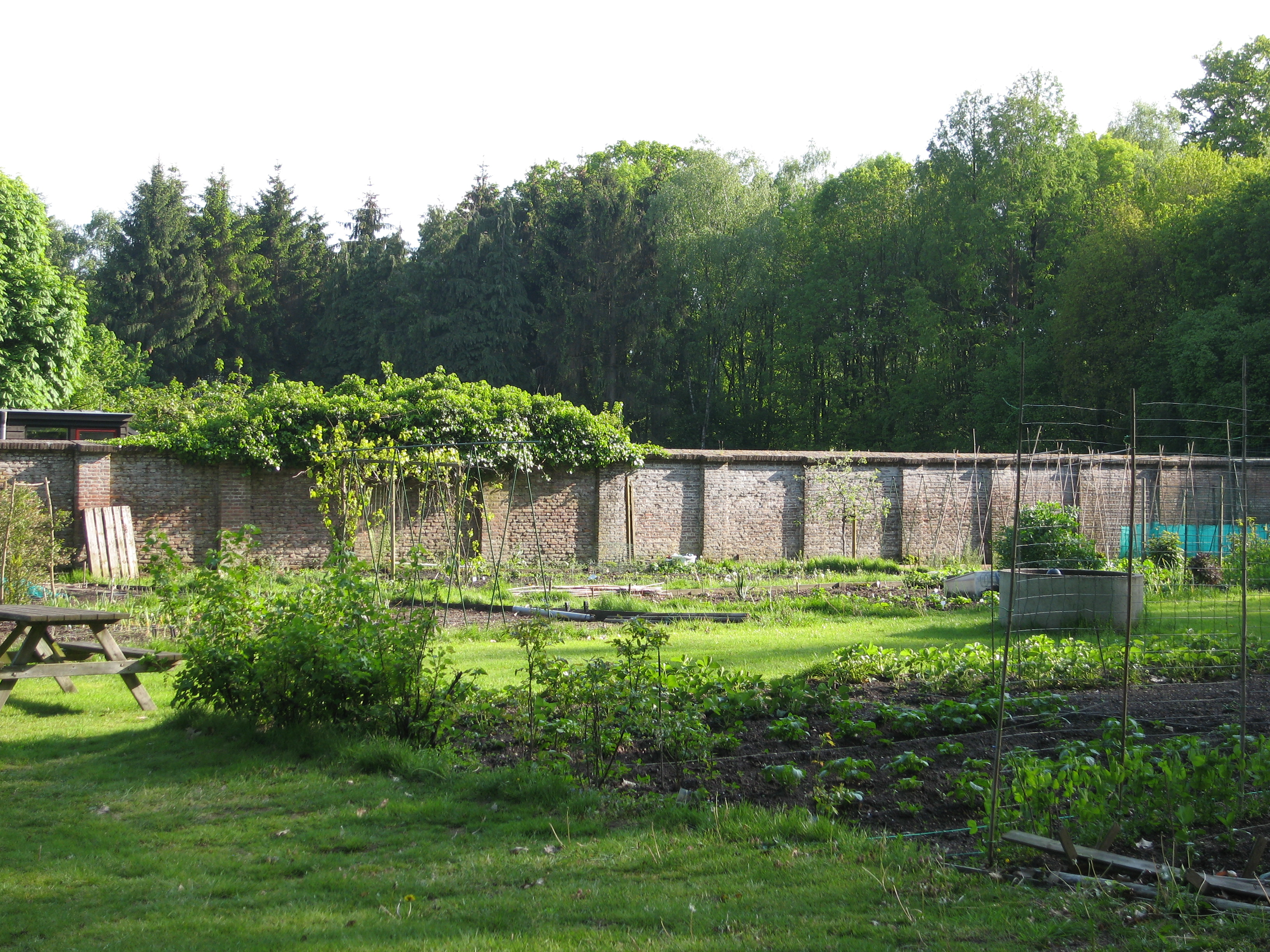
Moestuinmuur

- Portierswoning monumentnr. 519357
- Tuinmanswoning monumentnr. 519358
- Koetshuis monumentnr. 519359
- Portierswoning monumentnr. 519360
- Moestuinmuur monumentnr. 519370